# مدی بومان
مدی بومان (انگلیسی: Maddie Bowman؛ زادهٔ ۱۰ ژانویهٔ ۱۹۹۴) اسکی‌باز نمایشی اهل ایالات متحده آمریکا است.
وی در مسابقات کشوری و بین‌المللی در مجموع برندهٔ ۶ مدال طلا، ۱ مدال نقره، ۱ مدال برنز شده‌است.